# Kótikovo (possiólok)
|  | Per a altres significats, vegeu «Kótikovo». |

Kótikovo (en rus: Котиково) és un poble (un possiólok) del krai de Khabàrovsk, a Rússia, que el 2012 tenia 52 habitants. Pertany al districte rural de Viàzemski.